# Em defesa do capitalismo global
Em Defesa do Capitalismo Global (em sueco : Till världskapitalismens försvar ) é um livro do escritor sueco Johan Norberg que promove a globalização econômica e o livre comércio. O livro foi publicado originalmente em maio de 2001 pelo think tank sueco Timbro. Desde então, uma série de traduções para outros idiomas foram feitas.
No livro, Norberg examina os argumentos apresentados pelo movimento antiglobalização. Segundo Norberg, "a difusão do capitalismo nas últimas décadas reduziu as taxas de pobreza e criou oportunidades para indivíduos em todo o mundo. O padrão de vida e a expectativa de vida aumentaram rapidamente na maioria dos lugares. A fome mundial, a mortalidade infantil e a desigualdade diminuíram. Isso se deve ao desenvolvimento econômico e tecnológico que é fruto das políticas de livre mercado. Os países pobres que liberalizaram suas economias mostraram resultados impressionantes, enquanto aqueles que não o fizeram estão presos em profunda miséria. Portanto, precisamos de mais capitalismo e globalização se quisermos um mundo melhor, não pior".
A partir de 2008, o livro foi traduzido para uma dúzia de idiomas, inclusive: inglês, alemão, holandês, turco, estoniano, francês, finlandês, espanhol, chinês, polonês e tcheco. Traduções adicionais estão disponíveis em árabe, russo e mongol.
O livro também serviu de base para o documentário do Channel 4 de 2003, Globalization is Good, do qual foi apresentado por Norberg.

## Avaliações
Nick Gillespie, editor-chefe da Reason, escreveu sobre o livro: "Um poderoso argumento moral e econômico para a globalização. Norberg lança coquetéis Molotov retóricos tanto aos críticos de esquerda que condenariam os países em desenvolvimento à pobreza, insistindo nos padrões ambientais e de trabalho do Primeiro Mundo como um pré-requisito para o comércio, quanto aos governos ocidentais cuja retórica do livre mercado é vergonhosamente minada por tarifas draconianas sobre têxteis e agricultura, as duas áreas em que o mundo em desenvolvimento pode realmente competir."
Samuel Brittan do Financial Times, escreveu: "Fornecendo fontes claras e verificáveis, ele perspicazmente rebate uma a uma as falácias e estatísticas seletivas que são usadas pelos manifestantes anticapitalistas".
Anne Applebaum do Washington Post escreveu: "Johan Norberg defende que o livre comércio é bom para o mundo em desenvolvimento, bom para a liberdade, bom para o progresso social, mesmo que os velhos marxistas monótonos se recusem a vê-lo. Não pode ser por acaso que não um, mas dois glamorosos jovens pró-capitalistas glamourosos tenham surgido na Europa durante o ano passado". [Norberg e a francesa Sabine Herold] ...o movimento [antiglobalização] tem proporcionado nos últimos anos uma almofada para aqueles políticos - europeus, americanos, japoneses e do mundo em desenvolvimento - que arrastam seus pés sobre a abertura dos mercados. Talvez agora, se os jovens, os anormais e os que pensam livremente começarem a empurrar para o outro lado, os ministros em seus ternos serão forçados a ouvir também".
Ben Stein, ex-escritor de discursos dos presidentes dos EUA Richard Nixon e Gerald Ford, escreveu: "O livro de Johan Norberg é uma refutação impressionante, brilhantemente detalhada, das teorias da manivela dos antiglobalistas. In Defense of Global Capitalism é um exemplo brilhante do que uma mente talentosa pode fazer trabalhando com a verdade para fazer avançar a causa do capitalismo, que no final é a causa de todo homem e mulher decente."
William H. Peterson, do Washington Times, escreveu: "Eu Saúdo-o [Norberg] por defender a globalização com fatos sólidos, estatísticas, gráficos de barra e muitos exemplos de carne e sangue extraídos de suas viagens".
Dave O'Brien, do Winnipeg Free Press, chamou Norberg de "A resposta da Europa à nossa própria Naomi Klein" e Jacqueline Thorpe do National Post escreveu: "É uma doce ironia que a tarefa de defender o capitalismo global de pessoas como a própria Naomi 'No Logo' Klein do Canadá tenha caído nos ombros de um sueco de rabo de cavalo que começou como um anarquista obcecado por música gótica e roupas pretas. Mas é um papel que Johan Norberg, autor de In Defense of Global Capitalism e aos 30 anos, tão bonito quanto a Sra. Klein de esquerda, facilmente se transformou. ...Seu livro, que ganhou o prêmio Antony Fisher Memorial Award em 2002, contrapõe os argumentos anti-globalização com fatos, números, mas principalmente senso comum"
O ex-presidente do Banco Nacional da Polônia Leszek Balcerowicz escreveu: "A causa liberal obteve um poderoso comunicador, o Sr. Johan Norberg da Suécia. Ele combina o domínio dos fatos e uma profunda compreensão das teorias, com o dom de uma argumentação lúcida e emocionalmente comovente."
O professor sueco de Filosofia e socialista Torbjörn Tännsjö escreveu: "Johan Norberg escreveu um livro agradável em defesa do capitalismo e da globalização... Mesmo com o movimento trabalhista nos círculos de discussão, acho que valeria a pena estudar de perto".

## Prêmios
| Ano  | Prêmio                                                   | Concedido por                        | Referência |
| ---- | -------------------------------------------------------- | ------------------------------------ | ---------- |
| 2002 | Prêmio Memorial Internacional Sir Antony Fisher          | Fundação de Pesquisa Econômica Atlas | [ 10 ]     |
| 2003 | Publizistikpreis der Friedrich-August-von-Hayek-Stiftung | Friedrich-August-von-Hayek-Stiftung  | [ 11 ]     |